# میدان پیگال
میدان پیگال (به فرانسوی: Place Pigalle) میدان کوچکی در پاریس است که به نام پیکره‌ساز فرانسوی، ژان-باتیست پیگال نامگذاری شده است. این میدان و خیابان‌های اطرافش محل کافه‌ها و کارگاه‌های نقاشان در اواخر سده نوزدهم میلادی بوده‌اند.

## نگارخانه

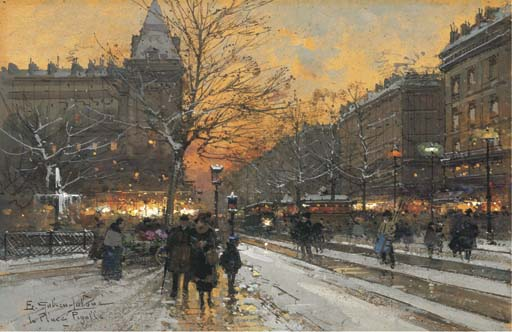
نقاشی از اوژن گالین
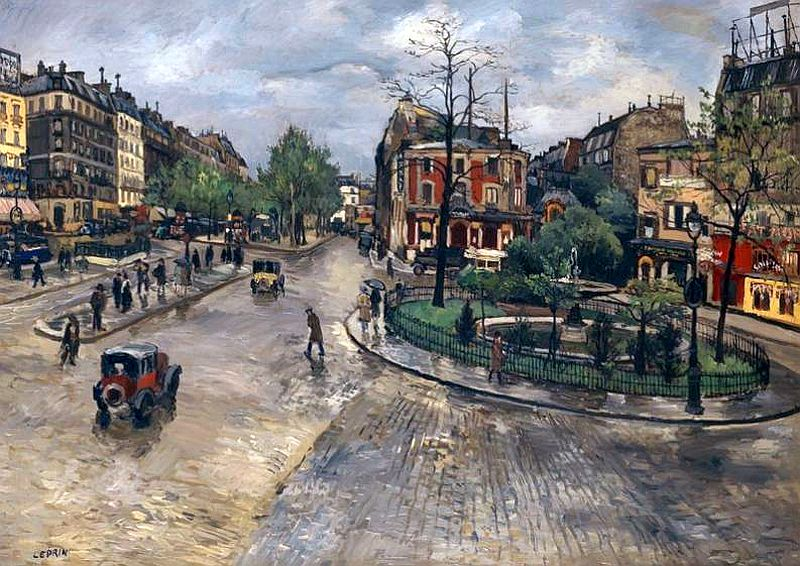
نقاشی از مارسل لپرین
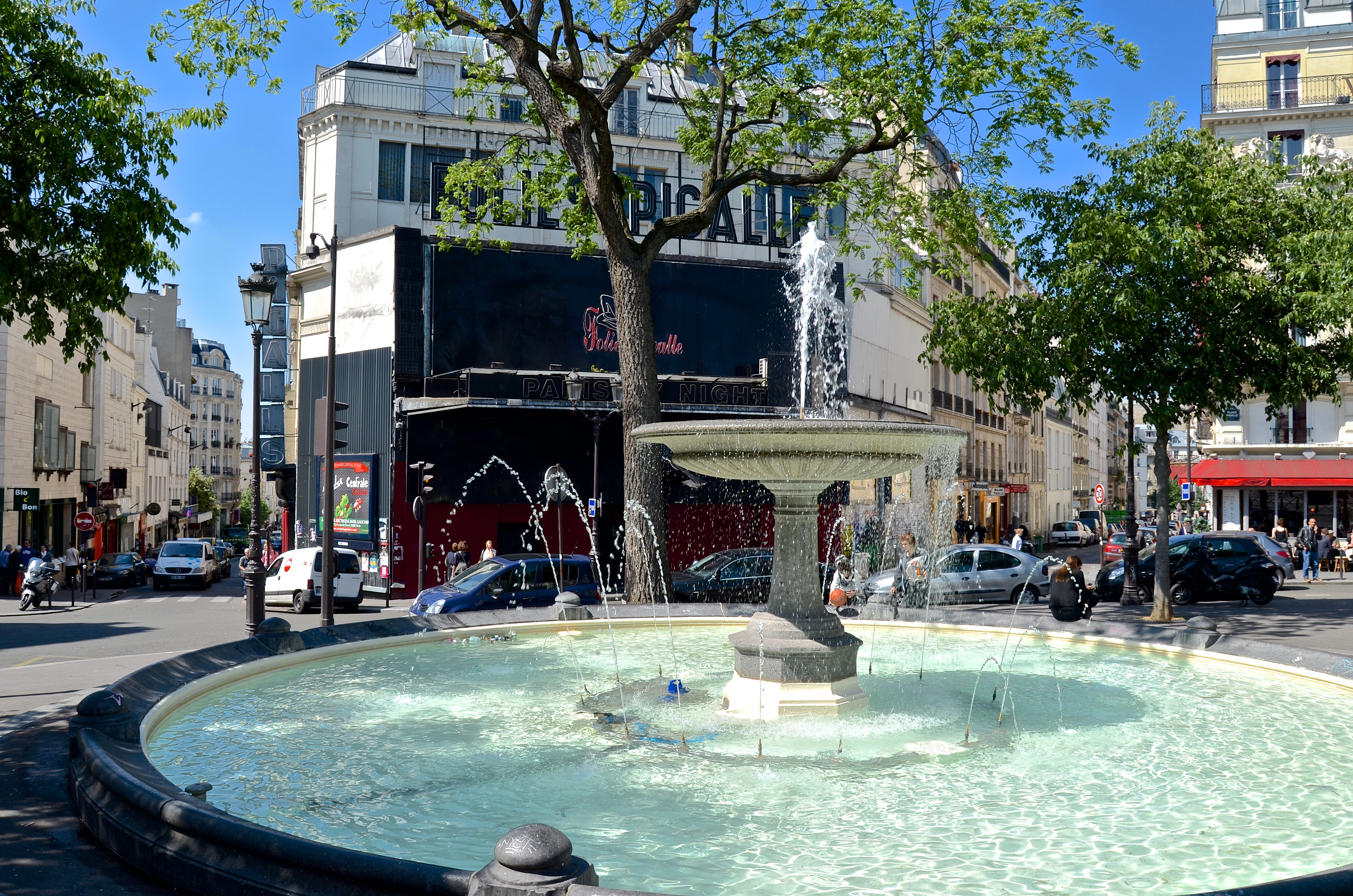
فواره‌های میدان، سال ۲۰۱۴
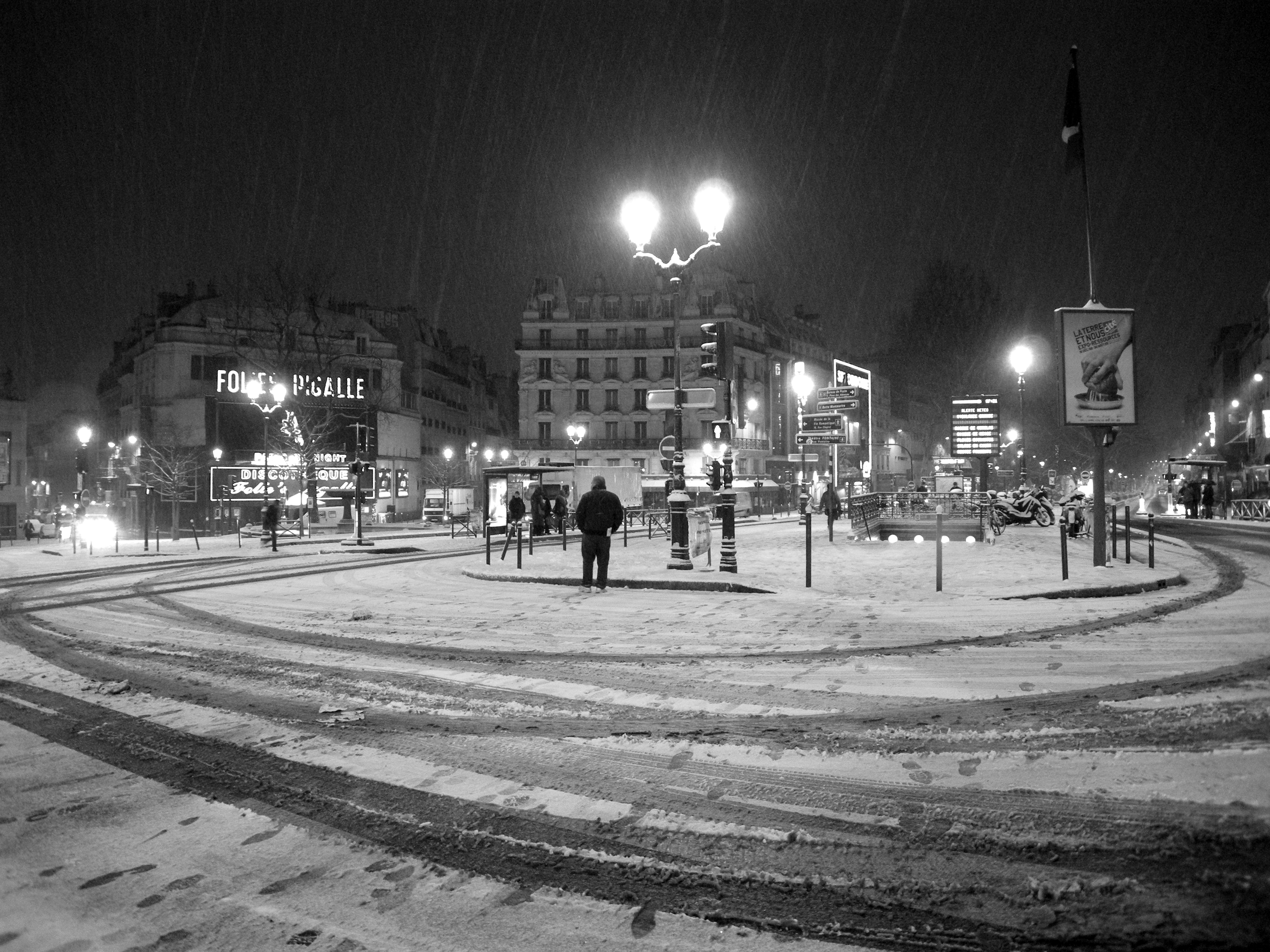
میدان پیگال